# أندرديت
أندرديت (بالإنجليزية: Andradite)‏، أحد أحجار مجموعة جارنيت. وهو سيليكات صيغته Ca3Fe2Si3O12. ويتضمن ثلاثة أصناف ميلانيت ولونه أسود وديمانتواد وألوانه خضراء وتوبازوليت وألوانه صفراء. اكتشف في 1868 في النرويج. سُمي بذلك نسبة إلى جوزيه بونيفاسيو دي أندرادا رجل الدولة وعالم التعدين البرازيلي.